# U 521 (Kriegsmarine)

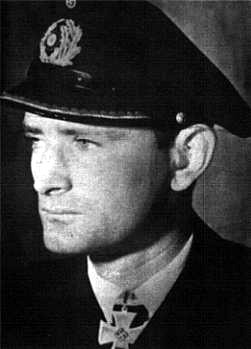
Klaus Bargsten.

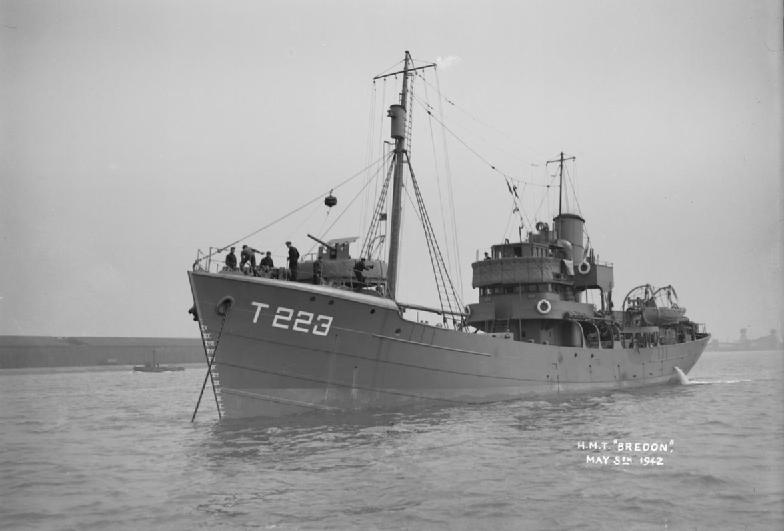
HMT Bredon

De U 521 was een U-boot van de IX C-klasse van de Duitse Kriegsmarine tijdens de Tweede Wereldoorlog. Hij werd tot zijn ondergang gecommandeerd door Kapitänleutnant Klaus Bargsten.

## Geschiedenis
De U 521 begon zijn training bij de 4. Unterseebootsflottille op 3 juni 1942 en werd gecommandeerd door Oberleutnant Klaus Bargsten. Op 1 augustus 1942 werd Bargsten bevorderd tot Kapitänleutnant. Na het voltooien van zijn training werd ze op 1 oktober 1942 overgeplaatst naar de 2. Unterseebootsflottille.
De U 521 heeft drie patrouilles uitgevoerd van 1 september 1942 tot zijn ondergang op 2 juni 1943, waarin hij vier schepen met in totaal 20.301 brutotonnage tot zinken bracht, waaronder de Britse bevoorradingsschip HMS Bredon. Op 2 juni 1943 werd hij ten zuidoosten van Baltimore, op positie 37° 43′ 0″ NB, 73° 16′ 0″ WL, tot zinken gebracht door dieptebommen vanaf de Amerikaanse patrouillevaartuig PC-565. Van de 52 bemanningsleden overleefde één de aanval. 